# Rusty Anderson
Rusty Anderson, né le 20 janvier 1959 à La Habra, Californie, est un guitariste, compositeur et producteur américain. Il est le guitariste de Paul McCartney depuis le début des années 2000, bien qu'il ait travaillé avec un grand nombre de musiciens, parallèlement à sa carrière solo.

## Biographie

### Les premières années
Rusty Anderson a grandi à La Habra en Californie. Son père lui a donné sa première guitare électrique lorsqu'il avait 8 ans. Anderson a immédiatement créé un groupe avec des amis d'école. Fort de sa passion pour The Beatles, Genesis, The Mothers of Invention, David Bowie et The Who, cette obsession ne s'est jamais arrêtée. Son premier groupe fut Eulogy. À 13 ans, il choisit des membres (incluant Dirk Vantatenhove, Myles Crawley, Ross Holly et Mike Jones alias Zallen) qui étaient ensemble dans d'autres groupes pendant 6 ans. Ils ont partagé la scène avec The Police, Van Halen, Quiet Riot et The Motels pour en nommer quelques-uns. Eulogy a également loué ses talents à la chanteuse et actrice Ronee Blakley pour le film de Wim Wenders intitulé I Played It For You.

### Studio et Live
Après la fin d'Eulogy, Rusty Anderson poursuivit sa passion des spectacles vivants et de l'enregistrement en studio. Il forma The Living Daylights, avec Gregory Markel et John "Gogo" Kallas, qui sortit un album sur le label Greenworld. Ce fut le premier groupe où Rusty occupa le poste de compositeur. The Living Daylights fut démantelé lorsqu'il signa avec Columbia Records. Bien que l'album pour Columbia ne soit jamais sorti, un lien fut créé avec le producteur David Kahne. Présenté par Eulogy et Mike Jacobs, manager de The Living Daylights, Kahne l'invita en studio pour jouer sur le second album de The Bangles, Different Light. Cela lui ouvrit les portes de ce qui suivit. Bien qu'il ne se soit jamais vu comme musicien de session, Rusty Anderson commença à jouer de la guitare avec des artistes comme Fishbone, Matthew Sweet, Neil Diamond, Animal Logic (Stewart Copeland et Stanley Clarke), Little Richard, Parthenon Huxley et Carole King.

### Ednaswap
Rusty Anderson fut invité par les compositeurs Scott Cutler et Anne Preven à rejoindre un nouveau groupe - Ednaswap (en) - avec Paul Bushnel et Carla Azar. Le groupe signa avec East West/Elektra Records. Le groupe enregistra quatre disques et écrivit le succès Torn, interprété par Natalie Imbruglia. Après beaucoup de tournées et d'enregistrements, Ednaswap se sépara.

### Retour au studio

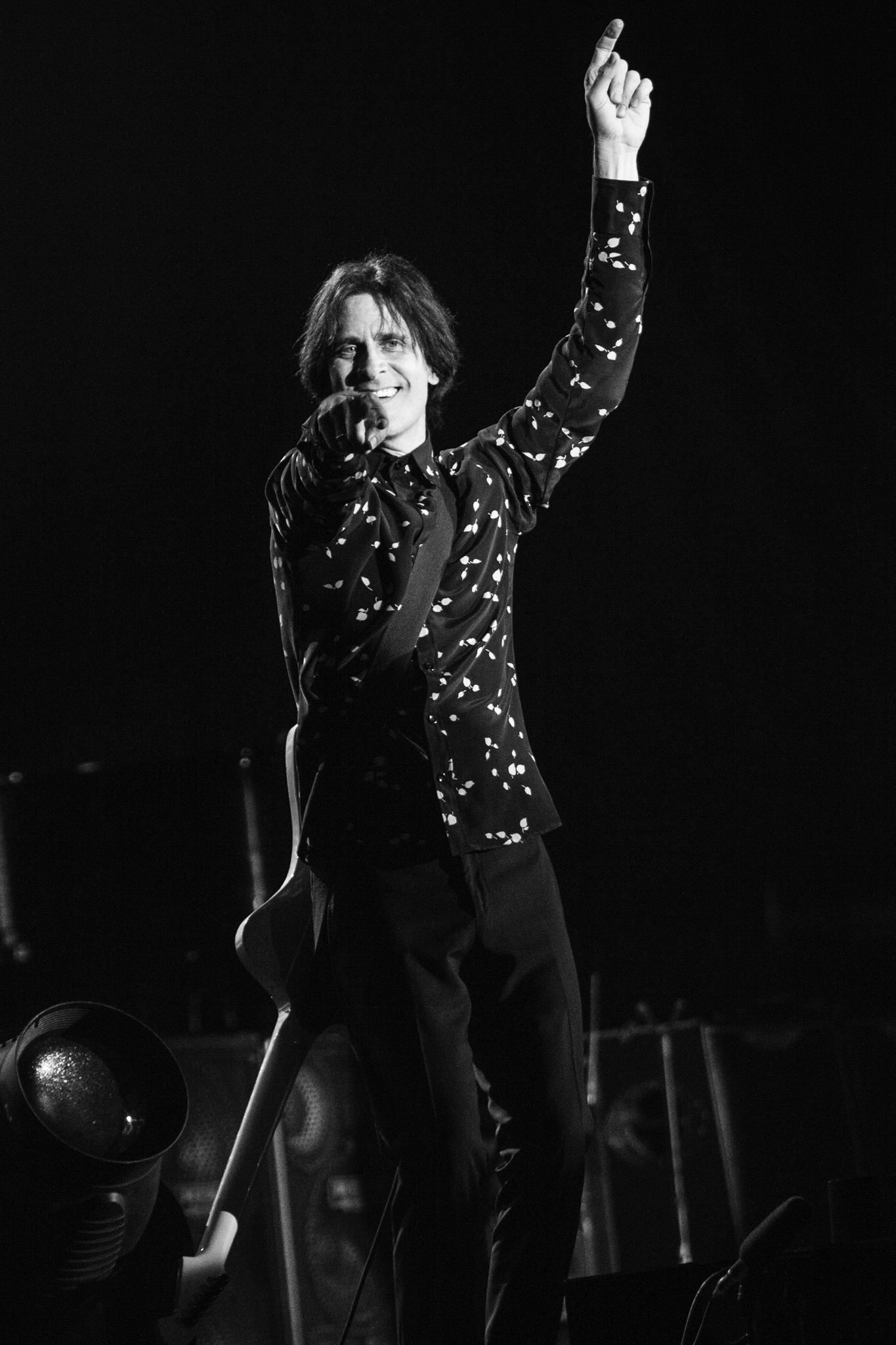
Rusty Anderson sur scène en 2014 durant la tournée "Out There" de Paul McCartney

Rusty Anderson retourna alors en studio pour travailler et enregistrer avec d'autres artistes pendant une période très fructueuse. Elton John, The New Radicals, Willie Nelson, Sinead O'Connor, The Wallflowers, Jewel, Santana, Stevie Nicks, Ronan Keating et Joe Cocker sont quelques-uns de ces artistes. Simultanément, Rusty Anderson écrivait des chansons pour conserver sa propre créativité. Le fruit de ce travail se retrouvera sur son premier album.

### Paul McCartney
Comme le batteur Abe Laboriel Jr., Rusty Anderson fut appelé par David Kahne pour jouer et chanter sur l'album de Paul McCartney Driving Rain. Ce fut la création du groupe de scène de McCartney. Après avoir fini l'enregistrement et joué au Concert for New York City avec The Rolling Stones, David Bowie, The Who (et bien d'autres), le groupe de McCartney (incluant également Brian Ray et Paul Wickens) partit en tournée, laquelle fut acclamée par les critiques. Ils ont ainsi joué aux États-Unis, au Japon, au Mexique et en Europe, totalisant une centaine de concerts, dont le concert au Colisée, le Live 8 et la Place Rouge à Moscou. Du fait du succès de ces concerts, des CD et DVD sont sortis : Back in the U.S., Back in the World, Paul McCartney in Red Square (en) et The Space Within US (en). En plus de l'album studio Driving Rain, Anderson a joué de la guitare et chanté sur l'album Memory Almost Full et de la guitare sur Chaos and Creation in the Backyard. Dans les années 2010, Rusty Anderson et le groupe de Paul McCartney sont régulièrement en tournées mondiales. Ils jouent ensemble depuis presque 20 ans.

### Enregistrements Solo
Alors que la plupart de ses chansons étaient écrites et enregistrées pour son album, Undressing Underwater, Rusty Anderson invita McCartney et le reste du groupe à le rejoindre pour jouer sur le morceau Hurt Myself. McCartney joua de la basse et chanta les secondes voix. Stewart Copeland, un ami de Rusty Anderson, joue de la batterie sur Catbox Beach. Le CD est sorti sur Surfdog Records, iTunes et Amazon. Rusty Anderson est sur le point de sortir son second album solo.

### Autres Artistes
En plus de participer à des concerts pour faire la promotion de son album, Anderson a continué à jouer de la guitare avec d'autres artistes comme Gwen Stefani, Steven Tyler, Regina Spektor, Dido, Cat Stevens (Yusuf Islam), Miley Cyrus, Eros Ramazzotti, Nelly Furtado, Meatloaf, Robi Draco Rosa et Lisa Marie Presley. Anderson ecrit non seulement pour lui mais a également produit et écrit pour Chris Shaffer de The Why Store, Jordan Lawhead et Emma Burgess dont les chansons furent retenues pour des séries télévisées comme Cold Case : Affaires classées, Men in Trees : Leçons de séduction, Kyle XY et Wildfire. Anderson a également joué les parties de guitares sur le hit international Livin' la Vida Loca.

## Discographie Solo
- 2005 : Undressing Underwater (Surfdog Records Ada)ASIN : B000AMJD3I

- 2009 : Born On Earth (Mri Associated)ASIN : B003S897VE